# Station Baccarat
Station Baccarat is een spoorwegstation in de Franse plaats Baccarat.